# Prowincja Kalima
Prowincja Kalima (arab. ولاية قالمة) – jedna z 48 prowincji Algierii, znajdująca się w północno-wschodniej części kraju.